# Prohormone N-terminale du peptide cérébral natriurétique
La prohormone N-terminale du peptide natriurétique cérébral (NT-proBNP ou BNPT) est une protéine de 76 acides aminés qui est clivée à partir de l'extrémité N-terminale du proBNP, une prohormone longue de 108 acides aminés, pour libérer le peptide natriurétique cérébral 32 (BNP, également appelé peptide natriurétique de type B),,.
Les taux sanguins de BNP et de NT-proBNP sont utilisés pour le dépistage et le diagnostic de l'insuffisance cardiaque congestive aigüe (ICC) et peuvent être utiles pour établir le pronostic de l'insuffisance cardiaque, car ces deux marqueurs sont généralement plus élevés chez les patients dont l'évolution est moins favorable. Les concentrations plasmatiques de BNP et de NT-proBNP sont également généralement augmentées chez les patients présentant un dysfonctionnement ventriculaire gauche asymptomatique ou symptomatique, et sont associées à une coronaropathie, une ischémie myocardique et une sténose aortique sévère,,,,,.

## Niveaux sanguins
| Limite supérieure à 95 % des taux sanguins de NT-proBNP chez les personnes en bonne santé | Limite supérieure à 95 % des taux sanguins de NT-proBNP chez les personnes en bonne santé | Limite supérieure à 95 % des taux sanguins de NT-proBNP chez les personnes en bonne santé | Limite supérieure à 95 % des taux sanguins de NT-proBNP chez les personnes en bonne santé |
| Sexe                                                                                      | Âge                                                                                       | seuil en ng/L                                                                             |                                                                                           |
| ----------------------------------------------------------------------------------------- | ----------------------------------------------------------------------------------------- | ----------------------------------------------------------------------------------------- | ----------------------------------------------------------------------------------------- |
| Hommes                                                                                    | 19-44 ans                                                                                 | 93                                                                                        |                                                                                           |
| Hommes                                                                                    | 45-54 ans                                                                                 | 138                                                                                       |                                                                                           |
| Hommes                                                                                    | 55-64 ans                                                                                 | 177                                                                                       |                                                                                           |
| Hommes                                                                                    | 65-74 ans                                                                                 | 229                                                                                       |                                                                                           |
| Hommes                                                                                    | > 75 ans                                                                                  | 852                                                                                       |                                                                                           |
| Femmes                                                                                    | 19-44 ans                                                                                 | 178                                                                                       |                                                                                           |
| Femmes                                                                                    | 45-54 ans                                                                                 | 192                                                                                       |                                                                                           |
| Femmes                                                                                    | 55-64 ans                                                                                 | 226                                                                                       |                                                                                           |
| Femmes                                                                                    | 65-74 ans                                                                                 | 353                                                                                       |                                                                                           |
| Femmes                                                                                    | > 75 ans                                                                                  | 624                                                                                       |                                                                                           |

| Interprétation                    | Âge      | plage      |
| --------------------------------- | -------- | ---------- |
| Insuffisance cardiaque congestive | < 75 ans | > 125 ng/L |
| Insuffisance cardiaque congestive | > 75 ans | > 450 ng/L |

Il n'existe pas de taux de BNP permettant de distinguer parfaitement les patients atteints d'insuffisance cardiaque de ceux qui n'en souffrent pas.
Pour le dépistage des cardiopathies congénitales chez les enfants, une valeur seuil de NT-proBNP de 91 pg/mL permet de différencier un patient atteint de cardiopathie acyanogène (ACNHD) d'un patient sain, avec une sensibilité de 84 % et une spécificité de 42 %. En revanche, une valeur seuil de NT-proBNP de 318 pg/mL est plus appropriée pour distinguer les patients atteints de maladie hémolytique non sphérocytaire congénitale (en) (CNHD) des patients sains, avec une sensibilité de 94 % et une spécificité de 97 %. Une valeur de NT-proBNP de 408 pg/mL a été estimée comme présentant une sensibilité de 83 % et une spécificité de 57 % pour différencier les patients atteints de ACNHD des patients atteints de CNHD. Chez les patients atteints de sténose valvulaire aortique asymptomatique non sévère, des taux accrus de NT-proBNP ajustés selon l'âge et le sexe, seuls et combinés à une augmentation de 50 % ou plus par rapport à la valeur initiale, ont été associés à des taux accrus d'évènements liés à la sténose valvulaire aortique (décès cardiovasculaire, hospitalisation pour insuffisance cardiaque due à la progression de la sténose valvulaire aortique ou chirurgie de remplacement valvulaire aortique (en)). Dans la sténose valvulaire aortique sévère, le NT-proBNP fournit des informations pronostiques importantes complémentaires à l'évaluation clinique et échocardiographique.